# 伊比拉西
伊比拉西是巴西米纳斯吉拉斯州的一个市镇。总面积598.801平方公里，总人口11023人，人口密度18.4人/平方公里。